# 秋山博康
秋山 博康（あきやま ひろやす、1960年〈昭和35年〉7月8日 - ）は、日本のタレント、犯罪コメンテーター、犯罪評論家、元警察官、YouTuber、俳優。最終階級は警部（退職時、任警視）。愛称は「リーゼント刑事」。徳島県吉野川市（旧・麻植郡川島町）出身。ホリプロ所属。

## 来歴
1979年（昭和54年）、徳島県立川島高等学校卒業、徳島県巡査に任命。高校時代は柔道に打ち込んでいたほか、生徒会長も務めていたと自身のYoutubeチャンネルにて述懐している。交番勤務、機動隊を経て、1984年（昭和59年）、23歳の時に刑事として初配属される。殺人など重大犯罪を担当する徳島県警察本部捜査第一課、凶悪犯罪の最前線の所轄刑事課を中心に31年間刑事として捜査を担当。
2000年（平成12年）、警視庁刑事部捜査第一課に出向。『オウム真理教事件』や『ルーシー・ブラックマン事件』『営団日比谷線中目黒駅構内列車脱線衝突事故』『日本航空機駿河湾上空ニアミス事故』『世田谷一家殺害事件』などに携わる。
2001年（平成13年）に発生した「おい!小池」で有名な『徳島・淡路父子放火殺人事件』に長らく携わり注目され、その後フジテレビ系列、テレビ東京系列などの警察特番で「リーゼント刑事」との呼称で度々登場した。
2021年（令和3年）3月31日付で定年退職し、上京。「刑事バカ一代」をモットーに元警察官の犯罪コメンテーターとして活動中。

## おもな経歴
- 1984年（昭和59年）、徳島県鳴門警察署刑事課捜査係
- 1987年（昭和62年）、徳島県警察本部刑事部捜査第一課機動捜査隊
- 1992年（平成4年）、徳島県警察本部刑事部捜査第一課強行犯主任
- 1999年（平成11年）、徳島県警察本部刑事部捜査第一課特殊犯係長
- 2000年（平成12年）、警視庁刑事部捜査第一課特殊犯主任（出向）
- 2004年（平成16年）、徳島県石井警察署（現在は徳島名西警察署石井庁舎）刑事課長
- 2008年（平成20年）、徳島県警察本部刑事部捜査第一課課長補佐
- 2011年（平成23年）、徳島県徳島東警察署（現在の徳島中央警察署）刑事第一課長
- 2015年（平成27年）、徳島県警察本部刑事部鑑識課次長
- 2017年（平成29年）、徳島県警察本部生活安全部地域課次長
- 2019年（平成31年/令和元年）、徳島県警察本部生活安全部生活環境課次長
- 2021年（令和3年）、定年退職

## その他
- 1982年（昭和57年）、柔道で国民体育大会に出場
- 1980年（昭和55年）、全国警察逮捕術大会に徳島県警代表で出場
- 1997年（平成9年）、徳島県警優秀刑事賞　そのほか徳島県警42年間で本部長賞詞、本部長賞誉を多数
- 2000年（平成12年）、警視庁出向時に警視総監賞受賞（3回）。警察庁長官賞（団体）数回。刑事局長賞数回。
- 2021年（令和3年）、兵庫県洲本警察署　一日署長[8]。
- 2022年（令和4年）、警視庁福生警察署  一日署長[9]。

## 人物・エピソード
- 「刑事は被害者の代理人」が信条で、徳島県民で秋山を知らない人はいないほどの存在であった。
- 刑事になろうと思ったのは10歳のとき。当時、秋山の実家で深夜に泥棒が入った際に駆け付けた刑事から「大丈夫！ワシが絶対捕まえたる」と言われたことがきっかけで「将来は刑事になって困ってる人を助けよう」「悪い奴を捕まえる」と決心した[10]。秋山は用便のために起きていた。
- 10歳の時の夏休み、極真空手主宰者の大山倍達の「空手バカ一代」の真似事をして山籠もり修業を行っていた。実家から数キロ離れた山の中腹にある神社に小さなテントを張り、朝5時起床で坂道ダッシュ、神社の階段を何十往復、正拳突きと蹴りを千本ずつ行っていた。なお蹴りは鉄下駄を履いて行った。山籠もりは1週間続き、毎日父親が実家からおにぎりを持ってきた。その年の夏休みの宿題で山籠もりの様子を絵日記に書いたところ、校長室に呼び出され叱責される羽目になった[11]。
- ロックミュージシャンの矢沢永吉にあこがれて高校時代に前髪を垂らしたクイッフにすると、警察学校時代を除き、そのスタイルを通した。そのせいで被疑者に間違えられたこともあったという。リーゼントで強面だったある事件の被疑者を目撃した同僚から「秋山がやりよったぞ」と疑われたり、警察無線には「被疑者は秋山と酷似」と伝えられたこともあった[7]。
- 高校2年生の時には生徒会長に選出された。先輩や暴走族連中から目を付けられたが、武道の演舞を見せ気合の大声で威圧すると一目置かれるようになり、戦わずして勝つことができた[12]。
- 刑事としての初仕事は、海に浮かんだ水死体の引き揚げ。ストレッチャーで運ぶ時、載せた水死体が滑り落ちそうになるのを咄嗟に体で止めようとして腐敗汁を全身に浴び、一張羅のスーツが台無しになった[12]。
- 秋山vs暴走族の伝説は数多い。県内で暴走族20人対20人の抗争が勃発したが、殺人未遂や傷害などで全員逮捕となり、秋山は解散式を行った。その噂が県下の暴走族に流れ、その後抗争は0になったという。また親子2代に渡って暴走族を解散、更生させたこともあり「罪を憎んで人を憎まず」を信条とする秋山の元には、解散後も秋山を慕う元メンバーが多く、結婚式に招待されたこともある。
- 盗品として押収した約100枚の女性用下着を被害者へ返す前にコインランドリーで洗濯したところ、下着泥棒と間違われてパトカーを呼ばれたことがある[12]。
- 窃盗事件の被疑者宅を覆面パトカーで張り込み中、足を組み替える際につま先をサイレンのボタンにひっかけ、深夜の住宅街にサイレン音を鳴り響かせて犯人に逃げられたことがある[12]。
- 行きつけの銭湯の脱衣所に「○○組××」と名前を書いた洗面器がずらりと並んでいたので、秋山はそれらを全部捨て、代わりに「○○署刑事課秋山」と書いた洗面器を置いた。以来、組員は姿を見せなくなりマル暴の刑事に聞くと、組員の間で「何をするかわからない危ない刑事が異動してきた」と評判になった[12]。
- 秋山ならではの流儀は「被疑者も被害者も目撃者も同じ人間。どんな凶悪犯でも生まれた時はみな真人間」とのこと。取り調べ中には被疑者の生まれ故郷によく足を運び、実家から小学校までの道のりを歩き、被疑者が子供の頃に立ち寄った店や公園にも立ち寄っていた。取り調べ室でその話をすると、被疑者は子供の頃を思い出し、やがて涙を流し「すみませんでした」と心を開いていくという[12]。
- 警視庁での辞令発布の際、他の捜査員は白シャツに紺スーツだったが、秋山はワインレッドのシャツに黒スーツ姿で登庁。管理官に「着替えてこい」と大目玉を食らい、部内報の『捜査一課だより』に「出向者でふしだらな服装の者がいた」と書かれてしまった[13]。
- 見た目で判断されないよう、人の10倍、20倍の仕事をしてきた自負がある[12]。
- 還暦を迎えても衰えないパワーの秘訣は、今でも腹筋と腕立て伏せを毎日百回すること、更に10キロのジョギングと語っている。筋トレは欠かさず行っており、20歳の時と現在で体重が変わらない[14]。
- その熱き刑事魂に憧れて「秋山の部下になりたい」と他県から徳島県警を志望し合格し、実際に秋山の部下として勤務した警察官もいた[15]。

## 出演

### テレビ番組
- 全国名物刑事（2002年、フジテレビ）
- 踊る!大警察24時（2012年11月13日、フジテレビ）
- 逮捕の瞬間!警察24時（2018年4月13日、2021年4月16日、2021年8月22日、2022年2月6日、2022年7月12日、2022年10月4日、2022年11月27日、フジテレビ）
- 激録・警察密着24時!!（2010年 - 2017年8月27日、2020年9月29日、テレビ東京）
- テレビ公開捜査THE指名手配[16]（2010年8月2日、2010年12月20日、2011年9月26日、テレビ東京）
- モーニングバード!（2011年9月16日、テレビ朝日）
- あさチャン!（2017年、TBSテレビ）
- ビビット（2017年、TBSテレビ）
- 新・情報7DAYS ニュースキャスター（2017年2月4日、TBSテレビ）
- スーパーJチャンネル（2017年、テレビ朝日）
- クローズアップ現代+「スマホで指紋が盗まれる？“映りすぎ社会”到来！」[17]（2017年4月5日、NHK）
- 四国らしんばん「リーゼント刑事 最後の闘い ～サイバー犯罪の最前線で～」（2021年2月12日、NHK徳島放送局）
- 目撃!にっぽん「“刑事魂”をつなげ〜リーゼント刑事 最後の闘い」（2021年4月18日、NHK総合）
- バイキングMORE（2021年4月29日、5月6日、6月3日、フジテレビ）
- news TOKYO FLAG（2021年6月3日、東京メトロポリタンテレビジョン）
- キャッチ!（2021年8月26日、中京テレビ）
- 激レアさんを連れてきた。（2021年10月11日、テレビ朝日）
- 火曜は全力!華大さんと千鳥くん（2021年11月10日、フジテレビ）
- スッキリ（2021年11月12日、日本テレビ）
- ビートたけしのTVタックル（2021年12月19日、2022年6月5日、2023年6月4日、テレビ朝日）
- ゴジカル!（2021年12月21日、2022年5月9日、2023年3月16日四国放送）
- THEグレートアンサー（2022年5月12日、毎日放送）
- 歴史探偵（2022年10月12日、NHK）
- あさイチ（2022年12月14日、NHK）
- サンデージャポン（2023年1月29日、2月5日、2月19日、3月19日、5月14日、6月25日、2024年5月19日、TBSテレビ）
- 日経スペシャル 60秒で学べるNews（2023年3月1日、5月31日、9月6日、テレビ東京）
- めざまし8（2023年3月2日、フジテレビ）
- 堀潤モーニングFLAG（2023年4月6日、4月19日、東京メトロポリタンテレビジョン）
- ニュースそこだけファイル（2023年4月7日、TBSテレビ）
- 所さん!事件ですよ（2023年6月28日、NHK）
- THEグレートアンサー（2023年7月10日、毎日放送）
- じゅん散歩ものコンシェルジュ(2023年8月21日、テレビ朝日)
- ワールド極限ミステリー(2023年9月13日、TBSテレビ)
- 羽鳥慎一モーニングショー（テレビ朝日）
- Mr サンデー（フジテレビ）
- ミヤネ屋（日本テレビ）
- サン！シャイン（フジテレビ）

### テレビドラマ
- 記憶捜査〜新宿東署事件ファイル〜 スペシャル2（2022年6月20日、テレビ東京） - 財前副署長 役

### ラジオ
- くにまるジャパン 極（2021年7月2日文化放送）
- 土曜ワイドラジオTOKYO ナイツのちゃきちゃき大放送（2022年3月19日、TBSラジオ）
- おとなりさん（2022年4月18日、文化放送）
- 大竹まこと ゴールデンラジオ!（2022年6月1日、文化放送）
- あなたとハッピー!（2023年3月23日、5月25日、ニッポン放送）
- 辛坊治郎ズーム そこまで言うか!（2023年5月16日、ニッポン放送）
- ハートフルラジオ 虫の知らせ(2023年7月29日、FMヨコハマ)
- 辛坊治郎ズーム そこまで言うか!(2023年9月19日、ニッポン放送)

### インターネットテレビ
- ABEMA的ニュースショー（2021年4月11日、4月18日、2022年10月23日、2023年4月30日、6月18日、8月6日、9月17日、AbemaTV）
- 街録ch〜あなたの人生、教えて下さい〜（2021年、YouTube番組）

### 舞台
- おとし屋-SEDUCTRESSES-EPISODE4（2022年9月29日 - 10月2日、シアター・アルファ東京）

### 著書
- リーゼント刑事（デカ） 42年間の警察人生全記録（小学館、2022年3月31日）ISBN 978-4098254217
- 元刑事が国民全員に伝えたい シン・防犯対策図鑑（KADOKAWA、2025年6月24日）ISBN 978-4046075901

### 映画
- 津山遥かなり　文太の花道（2023年3月18日）